# Contea di Augusta-Margaret River
La contea di Augusta-Margaret River è una delle dodici Local Government Areas che si trovano nella regione di South West, in Australia Occidentale. Essa si estende su di una superficie di circa 2.243 chilometri quadrati ed ha una popolazione di 10.353 abitanti.